# Arnottia
Arnottia là một chi thực vật có hoa trong họ, Orchidaceae.